# Tour der französischen Rugby-Union-Nationalmannschaft nach Südafrika 1980
| Tour der Franzosen nach Südafrika 1980 | Tour der Franzosen nach Südafrika 1980 | Tour der Franzosen nach Südafrika 1980 | Tour der Franzosen nach Südafrika 1980 | Tour der Franzosen nach Südafrika 1980 |
| Übersicht                              | S                                      | G                                      | U                                      | N                                      |
| -------------------------------------- | -------------------------------------- | -------------------------------------- | -------------------------------------- | -------------------------------------- |
| Test Matches                           | 1                                      | 0                                      | 0                                      | 1                                      |
| Sonstige Spiele                        | 3                                      | 3                                      | 0                                      | 0                                      |
| Gesamt                                 | 4                                      | 3                                      | 0                                      | 1                                      |
|                                        |                                        |                                        |                                        |                                        |
| Südafrika                              | 1                                      | 0                                      | 0                                      | 1                                      |

Die Tour der französischen Rugby-Union-Nationalmannschaft nach Südafrika 1980 umfasste eine Reihe von Freundschaftsspielen der französischen Rugby-Union-Nationalmannschaft. Sie reiste im Oktober und November 1980 durch Südafrika und bestritt während dieser Zeit vier Spiele. Darunter war ein Test Match gegen die südafrikanische Nationalmannschaft, das mit einer Niederlage endete. Auf dem Programm standen außerdem drei Spiele gegen regionale Auswahlmannschaften, die alle gewonnen werden konnten.

## Ereignisse
1979 hatte die französische Regierung eine geplante Tour der Springboks nach Frankreich verboten und erklärte, es sei „unangemessen“, südafrikanische Mannschaften zu empfangen. Nach der Ablehnung der Visa-Anträge durch die französischen Behörden im September 1979 kam es zu einem Gespräch zwischen den Außenministern beider Staaten. Danach informierte der südafrikanische Außenminister das South African Rugby Board (SARB) über die französische Position, wonach zumindest bis nach den Olympischen Spielen 1980 eine beiderseitige sportliche Begegnung nicht möglich sei. Entgegen der Missbilligung durch die französische Regierung beschloss die Fédération française de rugby, eine Einladung des South African Rugby Board anzunehmen und 1980 in Südafrika eine Tour zu veranstalten sowie vorab eine Erkundungsmission nach Südafrika zu entsenden. Diese Begegnung fand im Oktober 1980 statt, begleitet von internationalen Protesten. Nach ihrem Abschluss sagte Verbandspräsident Albert Ferrasse, dass er mit den Fortschritten bei der Aufhebung der Trennung im südafrikanischen Rugbysport noch nicht zufrieden sei; dennoch fand die Tour statt. Am 8. November 1980 fand das letzte Test Match gegen die Springboks während der Apartheid-Ära statt. Schließlich verbot die französische Regierung am 8. April 1983 allen Sportverbänden des Landes jeglichen Kontakt mit Südafrika, was unter anderem die Streichung einer geplanten Tour zur Folge hatte.

## Spielplan
- Hintergrundfarbe grün = Sieg
- Hintergrundfarbe rot = Niederlage

(Der Test Match ist grau unterlegt; Ergebnisse aus der Sicht Frankreichs)
| # | Datum             | Gegner                      | Ort          | Stadion                 | Ergebnis |
| - | ----------------- | --------------------------- | ------------ | ----------------------- | -------- |
| 1 | 29. Oktober 1980  | Natal                       | Durban       |                         | 27:16    |
| 2 | 01. November 1980 | Western Province            | Kapstadt     |                         | 16:15    |
| 3 | 04. November 1980 | South Africa President’s XV | Bloemfontein |                         | 37:3     |
| 4 | 08. November 1980 | Südafrika                   | Pretoria     | Loftus Versfeld Stadium | 15:37    |

## Test Match
| 28. Juni 1975 | Südafrika                                                                                           | 37 : 15        | Frankreich                                                    | Loftus Versfeld Stadium, Pretoria Zuschauer: 58.000 Schiedsrichter: JR West (Irland) |
| 28. Juni 1975 | Versuche: Germishuys Kahts Pienaar Serfontein Stofberg Erhöhungen: Botha (4) Straftritte: Botha (3) | (13:0) Bericht | Versuche: Dintrans Erhöhungen: Viviès Straftritte: Viviès (3) | Loftus Versfeld Stadium, Pretoria Zuschauer: 58.000 Schiedsrichter: JR West (Irland) |

Aufstellungen:
- Südafrika: Naas Botha, Morné du Plessis , Willie du Plessis, Danie Gerber, Gerrie Germishuys, Willie Kahts, Martiens le Roux, Rob Louw, Louis Moolman, Ray Mordt, Gysie Pienaar, Richard Prentis, Divan Serfontein, Theuns Stofberg, Johannes van Heerden
- Frankreich: Roland Bertranne, Daniel Bustaffa, Serge Blanco, Manuel Carpentier, Philippe Dintrans, Jean-Pierre Élissalde, Jean-Luc Joinel, Pierre Lacans, Alain Maleig, Patrick Mesny, Robert Paparemborde, Laurent Pardo, Jean-Pierre Rives , Bernard Viviés, Jean-Paul Wolf